# Merufe
Merufe ist eine Gemeinde (Freguesia) im nordportugiesischen Kreis Monção.

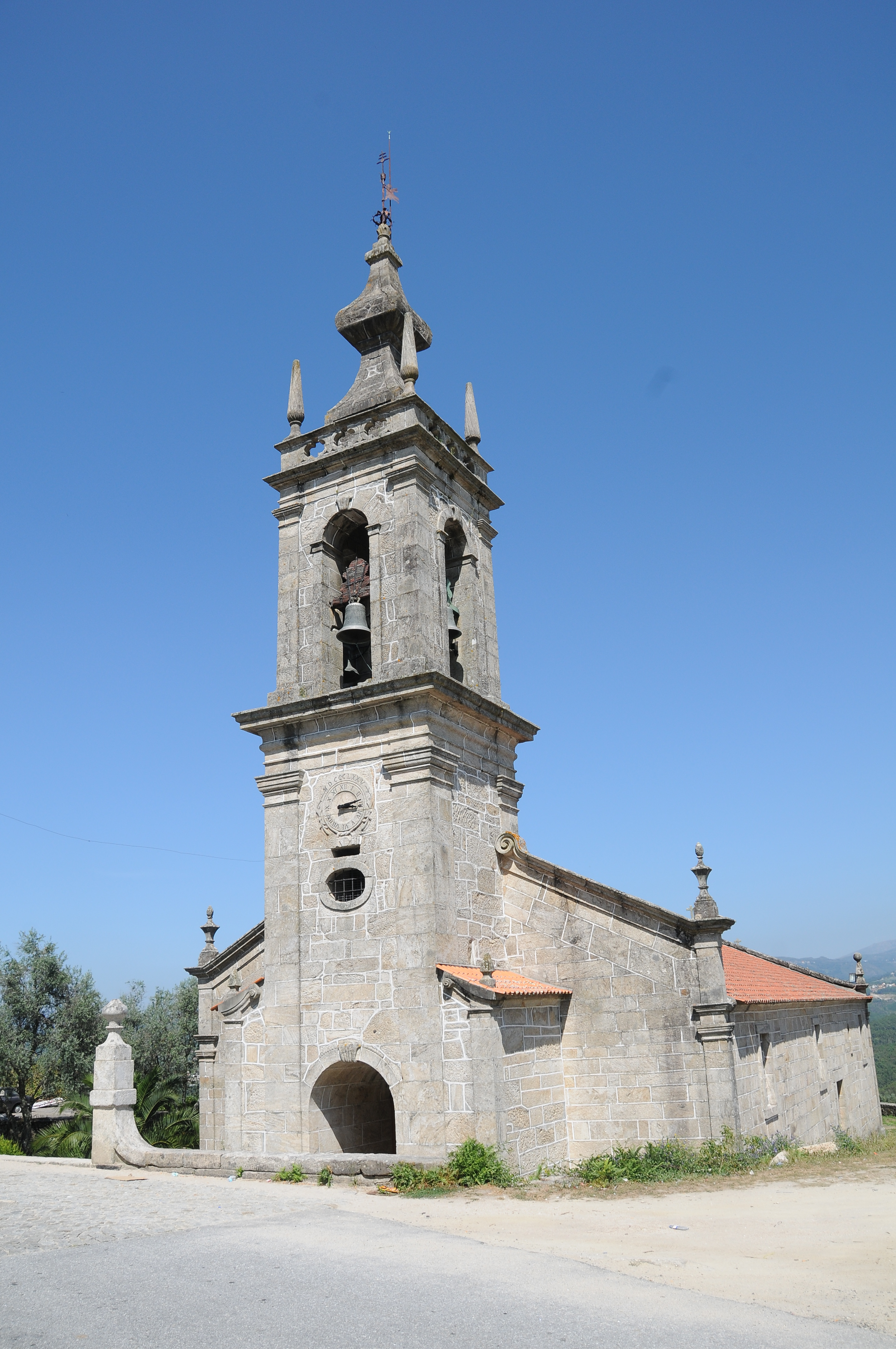
Kirche von Merufe

 In ihr leben 864 Einwohner (Stand 19. April 2021).